# Pigasowo
Pigasowo (biał. Пігасава, ros. Пигасово) – wieś na Białorusi, w obwodzie mińskim, w rejonie mińskim, w sielsowiecie Chaceżyn.